# Inabane-ōji
L'Inabane-ōji (稲葉根王子) est un sanctuaire shinto situé dans la ville de Kamitonda (préfecture de Wakayama), au Japon. 73e kujūkuōji, il fait partie des gotai-ōji.